# Illés Gyula (építész)
Illés Gyula (Pest, 1852. február 4. – Budapest, 1919. június 4.) magyar műépítész, törvényszéki építészeti szakértő.

## Élete és munkássága
Számos budapesti bérház tervezőjeként jelent meg a neve a századfordulón. A főváros tervező műépítésze volt. Jelentős műve volt a ceglédi nagy méretű városháza tervezése 1890-ben (ez utóbbi Márkus Ágostonnal közösen) és építésében pedig 1891–1893 között műszaki vezetőként vett részt. 1895-ben az I. kerületi választmánynak, azon belül a járdafoglalási bizottság tagja is volt.
1896-ban nevezte ki az igazságügyminiszter királyi törvényszéki állandó szakértővé, 1900-ban pedig, mint a budapesti királyi törvényszék V. kerületébe kinevezett építészeti szakértő dolgozott. Ebben a minőségében 1913–1914 fordulóján részt vett a Magyar Villamossági részvénytársaság telepének a megbecslésénél, hogy a főváros milyen értékben váltsa azt meg.
Sírja a Farkasréti temetőben található (Hv4. (104.) parcella).

## Családja
Illés Márton ügyvéd és Rehák Henrietta fiaként született.
Első felesége Csimola Ágnes. Második felesége Schmidt Irén volt – özvegy Rehák Antalnét, néhai Schmidt Márton, Coburg Fülöp herceg uradalmi intézőjének leányát 1909. június 3-án vezette oltárhoz a Krisztinavárosi plébániatemplomban (a polgári szertartás 1909. június 1-jén zajlott).
Aladár nevű, akkor 20 éves fiát (szül. 1890. május 11.) 1910-ben, Margit nevű lányát (Aistleitner Hugó, főhercegi uradalmi főerdész neje) pedig 1911-ben vesztette el.
Fia, Illés László kaposvári honvédszázados 1914. augusztus 30-án, a Rohatin mellett lefolyt harcban, hazája védelmében, életének 30. évében hősi halált halt. Illés Gyula mellett fia menyasszonya, Tevely Eszter, többi gyermekei: Illés Elemér, Illés Sándor, Hosszú Istvánné szül. Illés Gizella, Hosszú Lajosné szül. Illés Ilona és Rehák Tibor mint mostohagyermeke gyászolták.

## Ismert épületei
- 1889–1891: Reiner-bérház, Budapest, Teréz körút 40[20][21]
- 1890: Szőke-ház, Budapest, Pauler utca. 8.[22]
- 1891: Első Magyar Csavargyár Rt. (később: Csavaripari Vállalat), Budapest, Váci út 168.[23]
- 1891–1892: bérház, Budapest, Báthory u. 20.[24]
- 1891–1892: Svadló-bérház, Budapest, József körút 29. (1914-ben Harminc M. Mihály tervei alapján átalakították.)[25]
- 1891–1893: városháza, Cegléd, Kossuth tér (Márkus Ágostonnal közös munka)[26]
- 1892: Illés-ház, Budapest, Pauler utca. 20.[27]
- 1892: Ormay-ház, Budapest, Pauler utca. 22.
- 1892: I. ker. Mészáros utca 62. - Aladár utca 26. [28][29]
- 1893: Kovács-bérház, Budapest, Dísz tér 16. (Tóth Árpád sétány által határolt saroktelken)[30] Egykorú cím: Budapest, I. Dísz tér 17.[31]
- 1893: Tafler-bérház, Budapest, Rákóczi út 17.[32]
- 1893–1894: Löwy-bérház, Budapest, Teréz körút 33[33]
- 1894-1895: Budapest, I. ker. Várfok utca 10[34]
- 1897: I. ker. Aladár utca 24. [35]
- 1897: Budapest, I. ker.  Attila út 12. - Roham utca 1.[36]
- 1898: Popper-ház, Budapest, Hunyadi tér 3.
- 1898–1899: Wellisch-bérház, Budapest, Baross u. 47.[37]
- 1911: Budapest, I. ker. Mészáros utca 64.[38]
- 1916 előtt I. ker. Zsolt utca 1-3. - Piroska utca 15.[39] (korábban Budapest, I. Zsolt utca 15.)
- 1916 előtt I. ker. Piroska utca 13.[40]
- 1916 előtt I. ker. Pauler utca 7. - Roham utca 4. [41]
- 1916 előtt I. ker. Attila utca 10. [42]

### Tervben maradt épületei
- 1890: Ceglédi városháza Márkus Ágostonnal[5]
- 1908: Szatmári adóhivatal és pénzügyőrségi palota [43]
- 1909: Nagykárolyi tisztviselő telep [43]
- 1909: Szatmári adóhivatal a Szerdahelyi-féle telken[44]

## Képtár

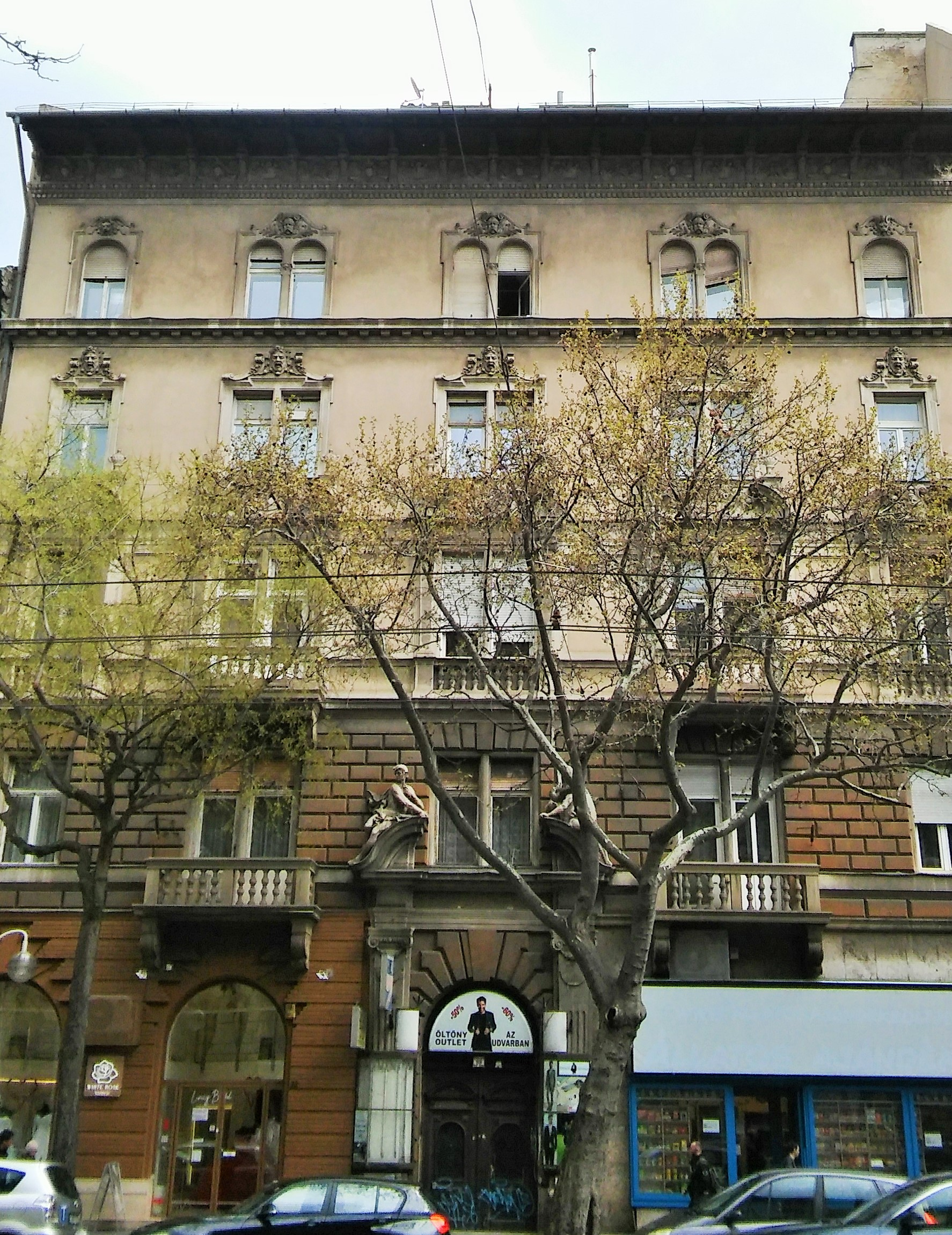
Löwy-bérház
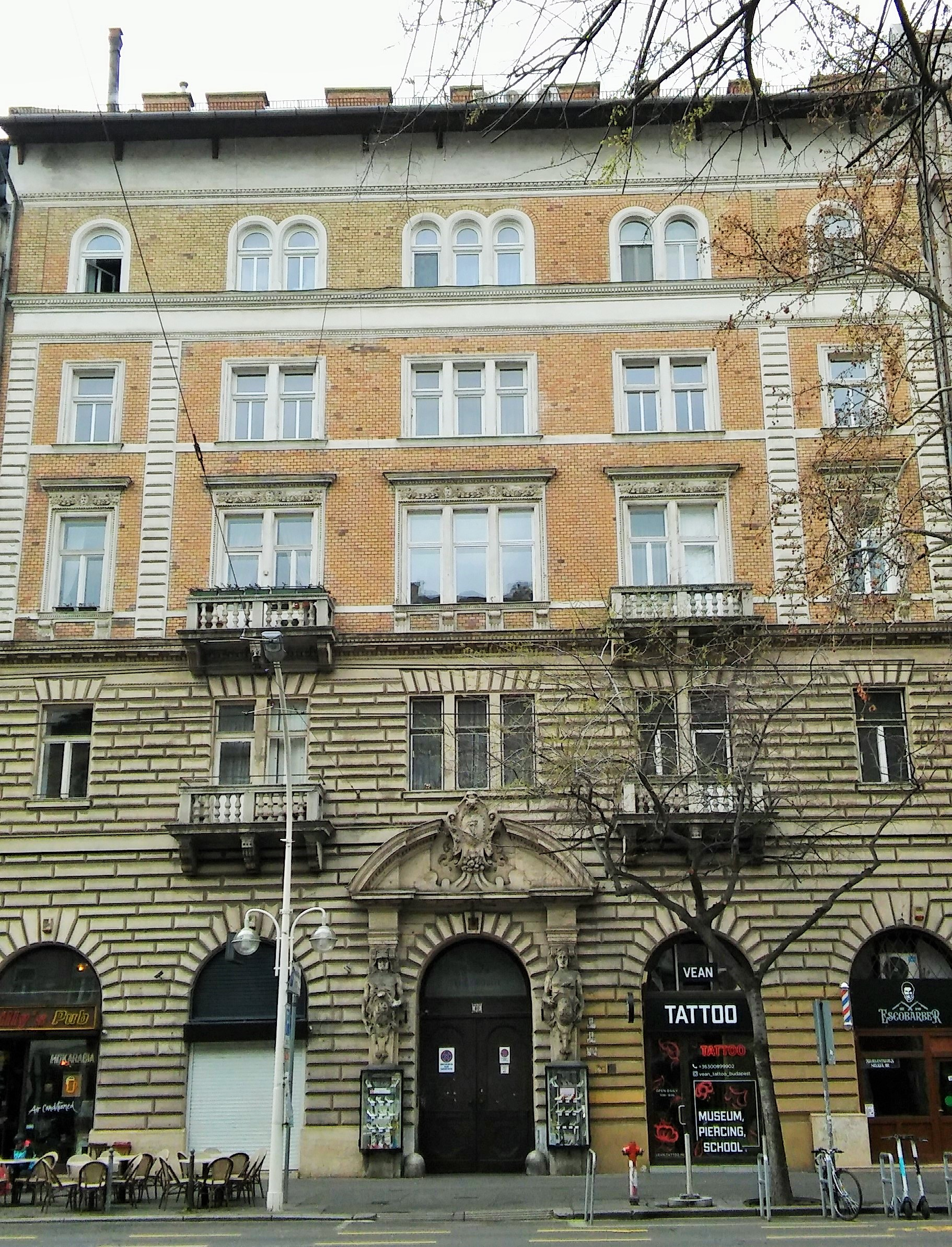
Reiner-bérház
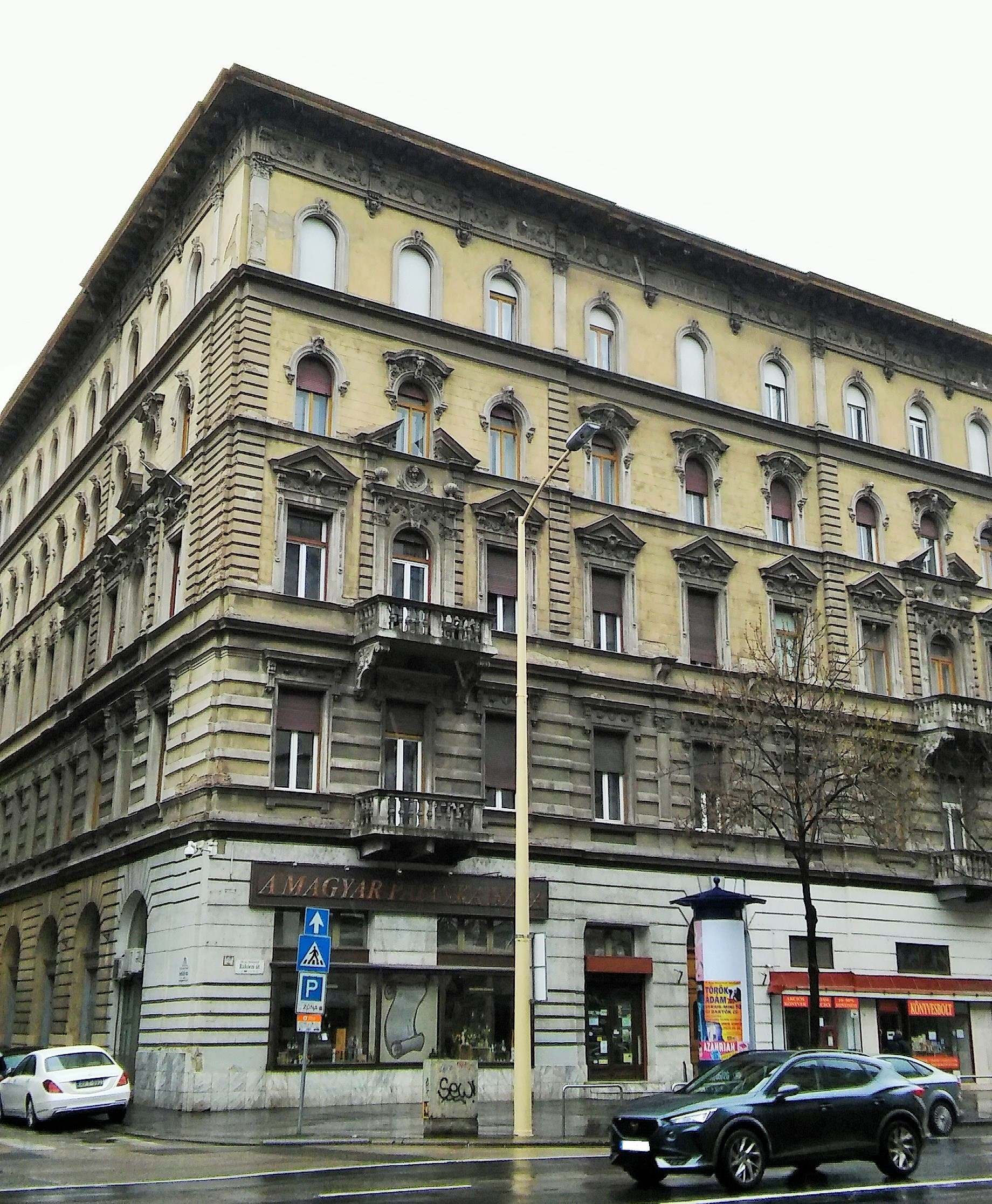
Tafler-bérház
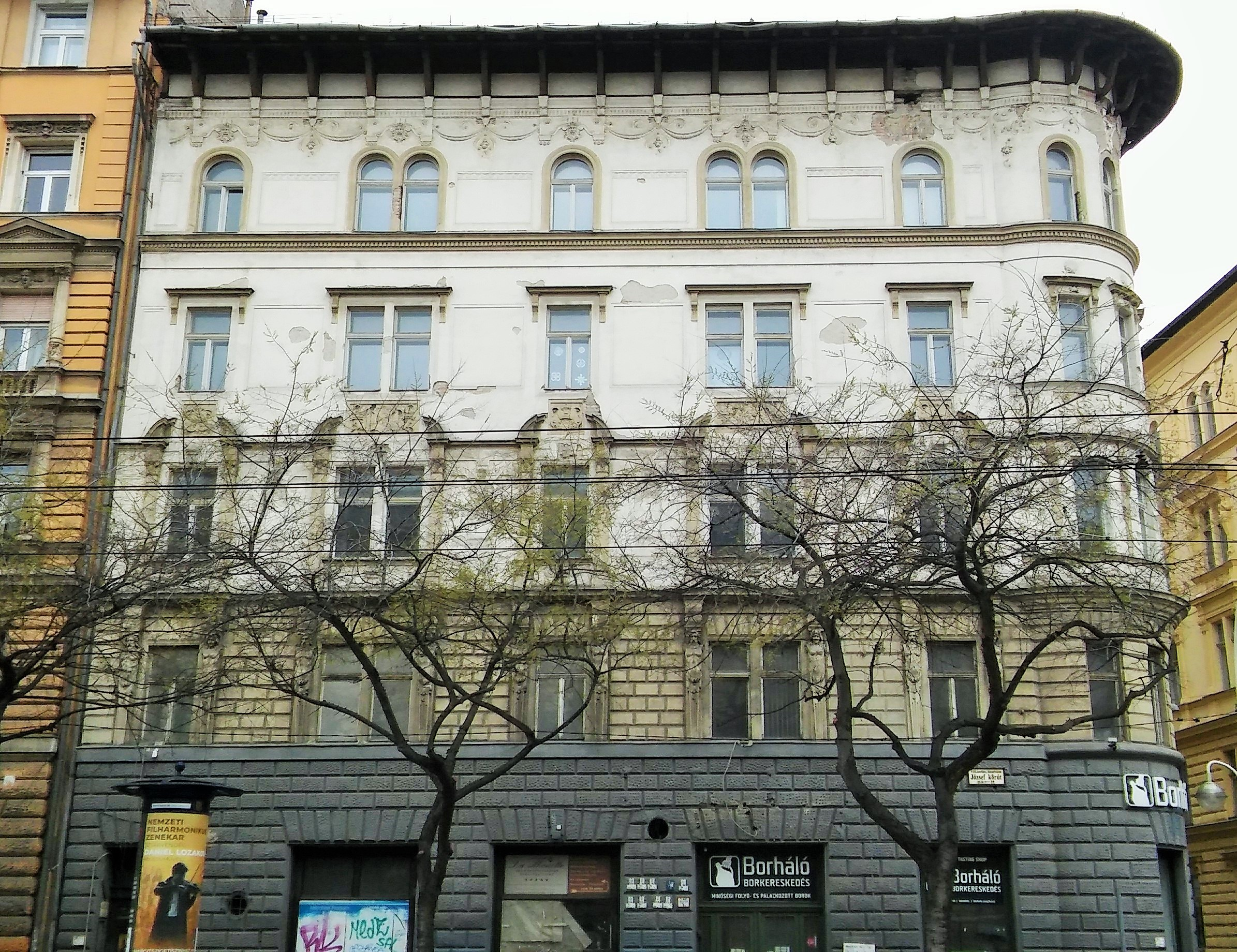
Svadló-bérház
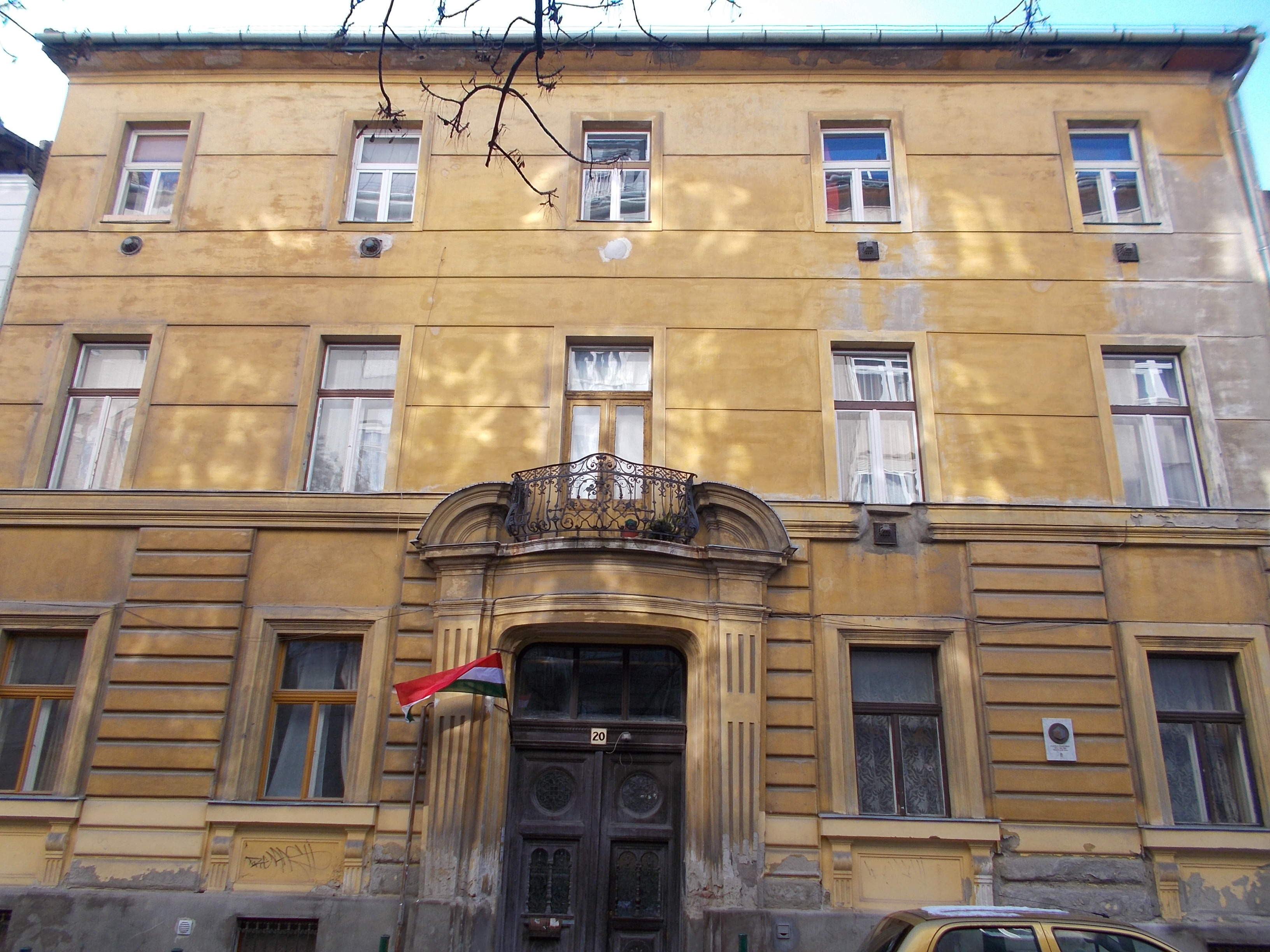
Illés-ház
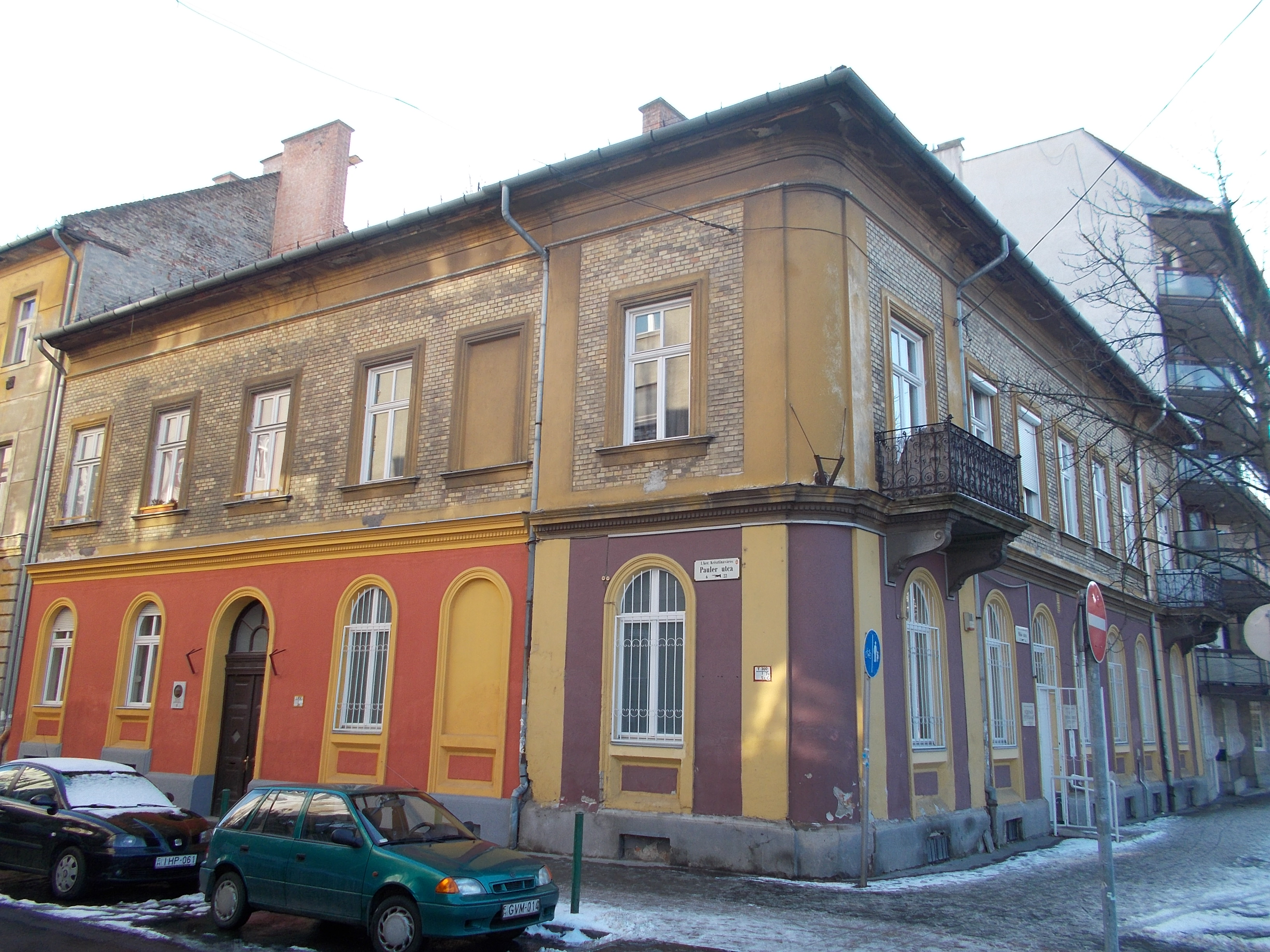
Ormay-ház
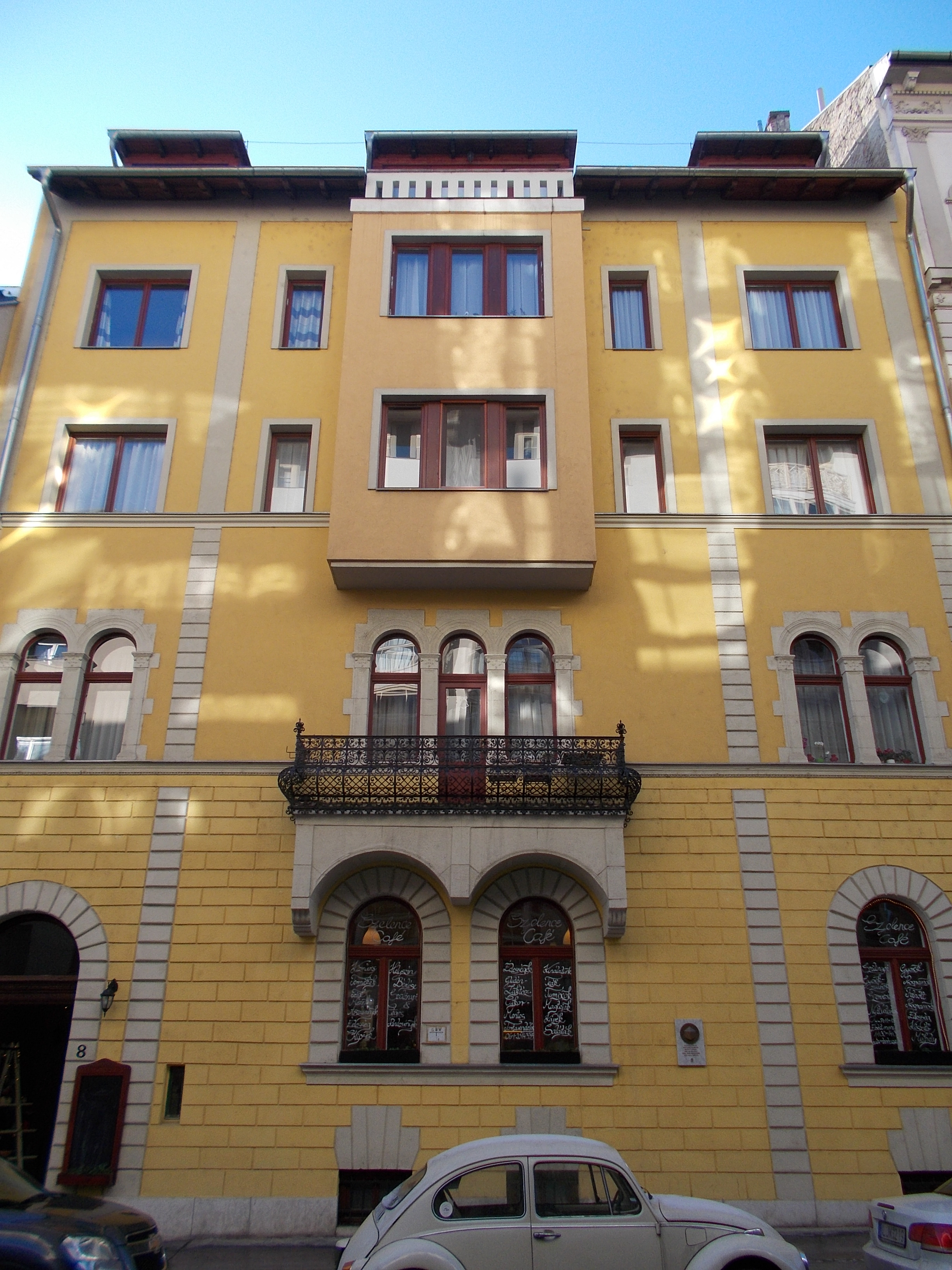
Szőke-ház
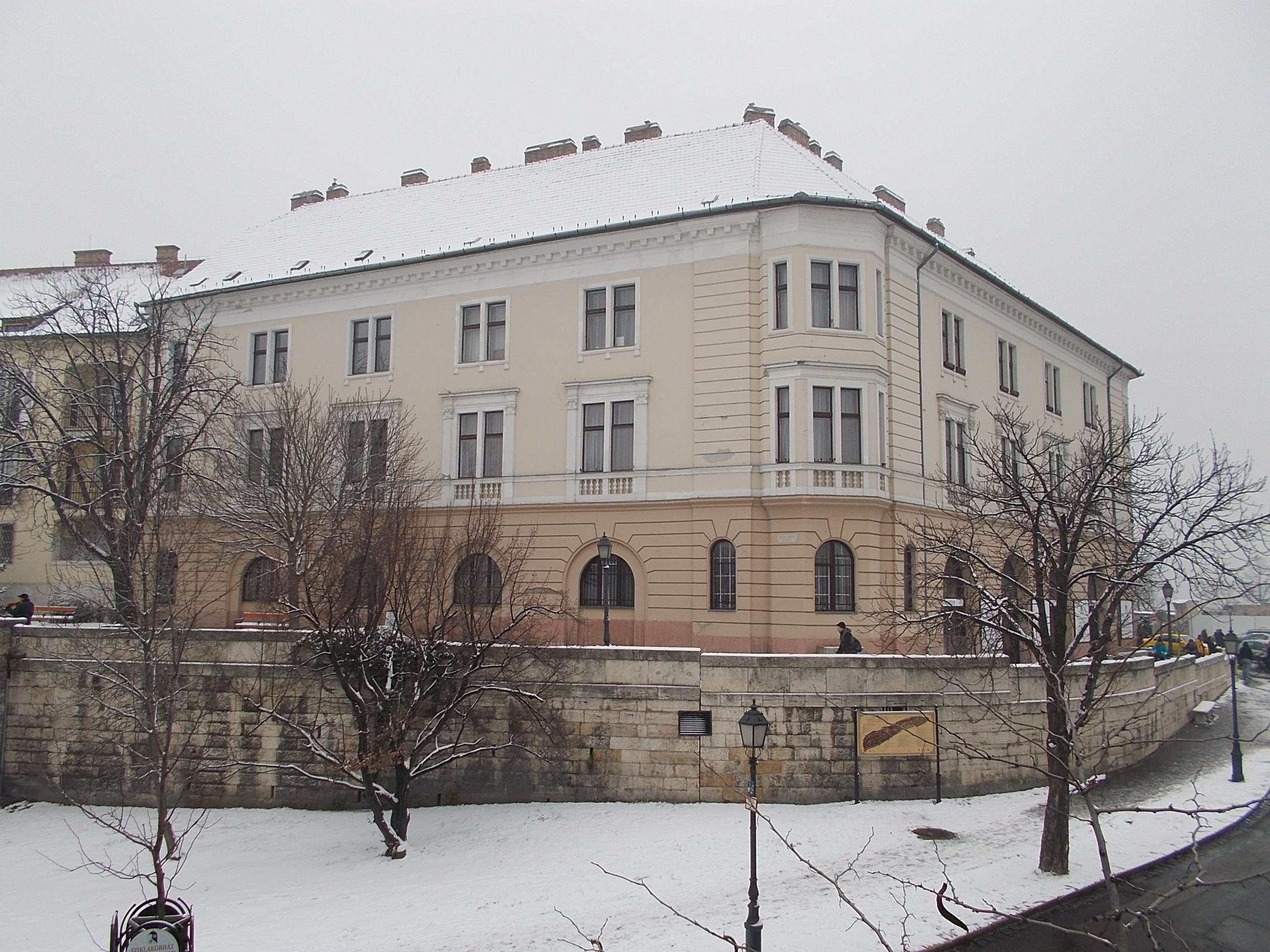
Dísz tér 16.
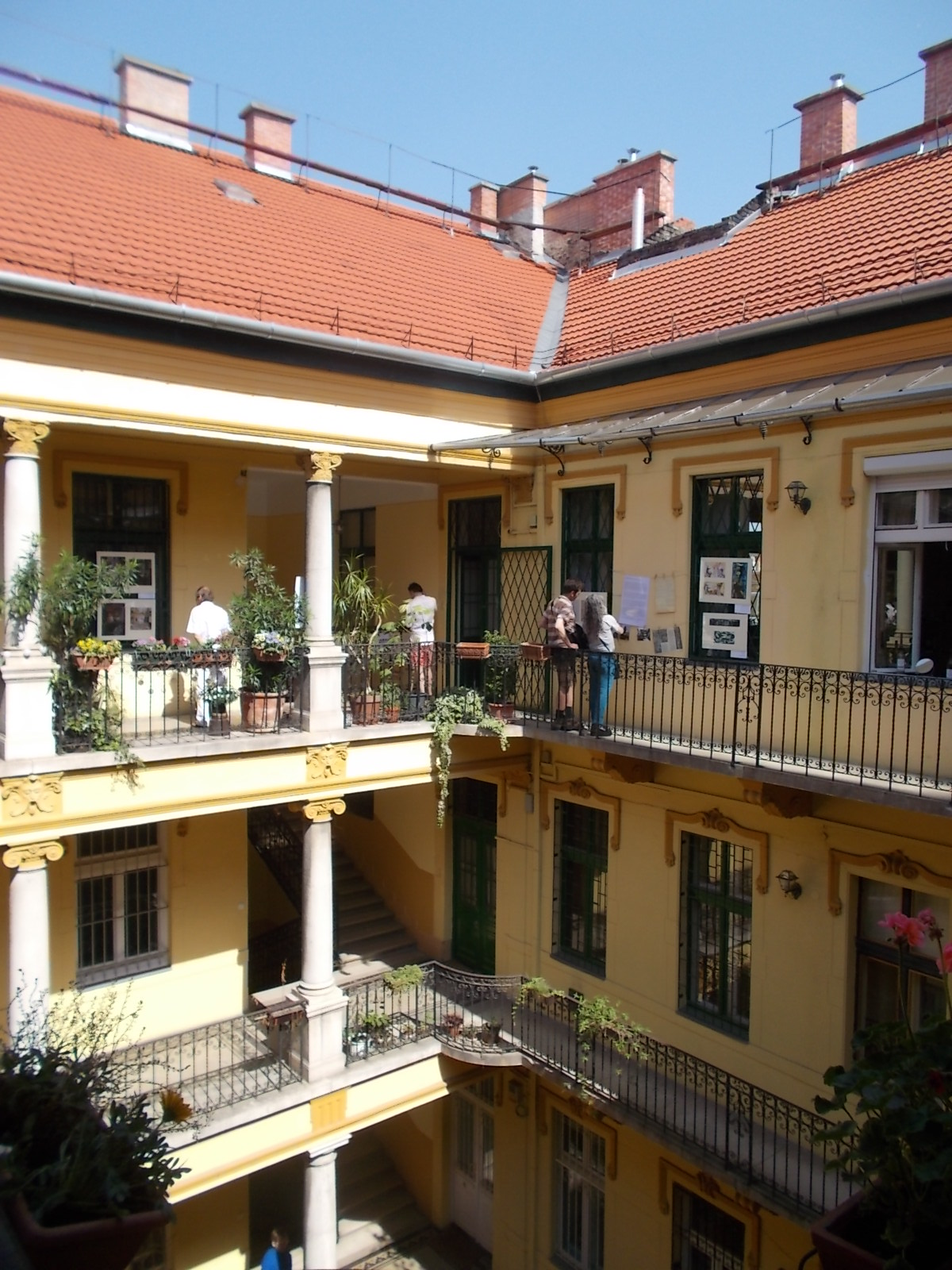
Popper-ház
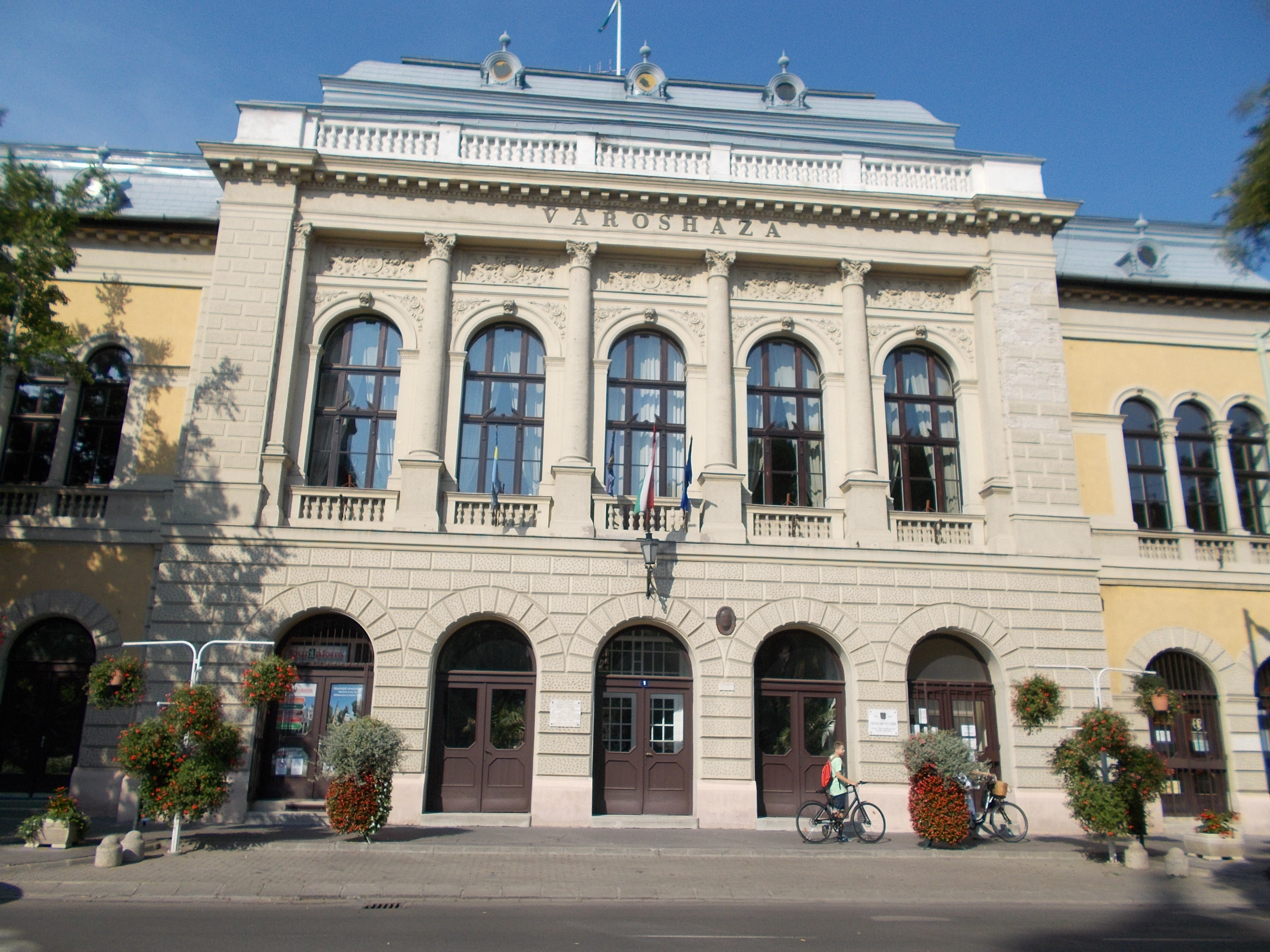
Ceglédi városháza
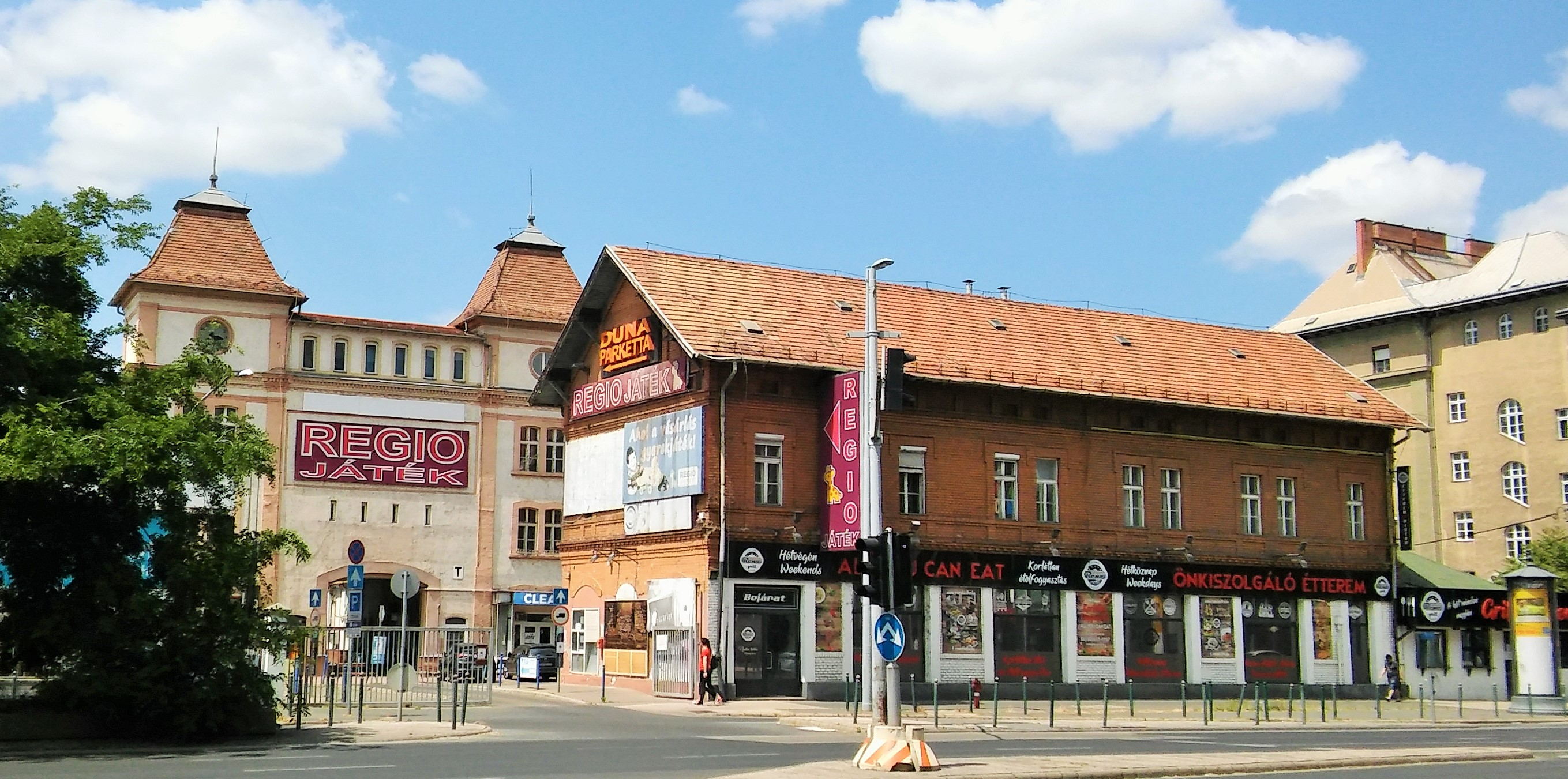
Első Magyar Csavargyár Rt.